# Cappuccetto Rosso

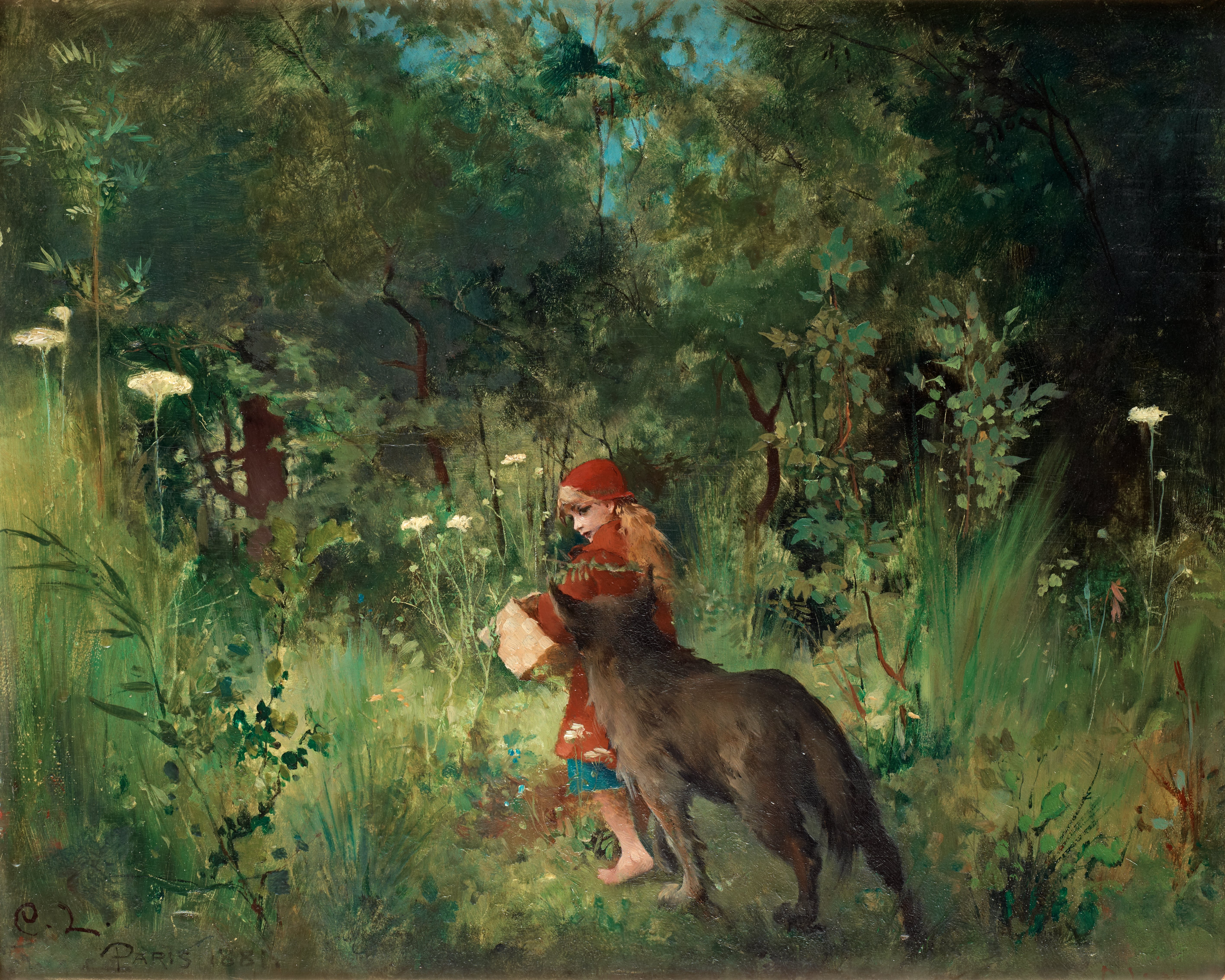
Cappuccetto Rosso e il lupo in un dipinto di Carl Larsson (1881).

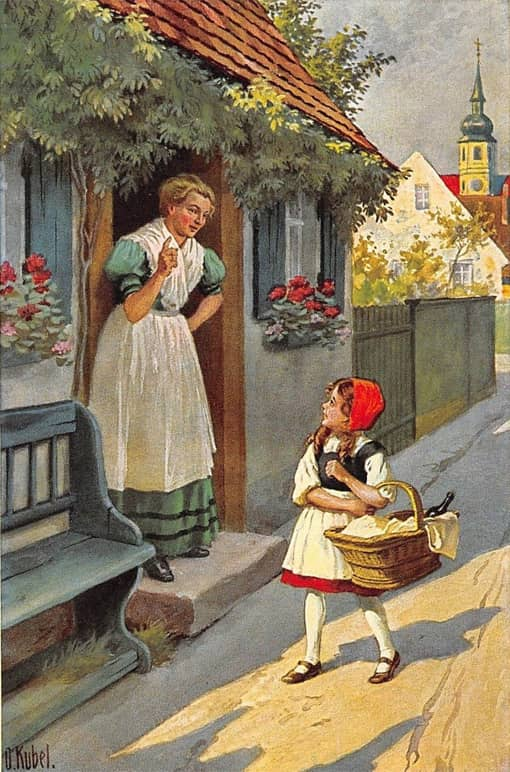
Cappuccetto Rosso in un'illustrazione di Otto Kubel (1932).

Cappuccetto Rosso è una delle fiabe europee più popolari al mondo, di cui esistono numerose varianti. Le versioni scritte più note sono quella di Perrault (col titolo Le Petit Chaperon Rouge) del 1697 e quella dei fratelli Grimm (Rotkäppchen) del 1857. Nel sistema di classificazione ATU è indicata come numero ATU 333.

## Trama comunemente conosciuta
Cappuccetto Rosso, così chiamata perché indossa sempre una mantellina con un cappuccio rosso che le è stata regalata dalla nonna, è una bambina che vive con la madre in una casetta vicino ad un grande bosco. Un giorno la mamma le consegna un cestino pieno di buon cibo da portare alla nonna malata, che vive al di là della foresta, e raccomanda a Cappuccetto Rosso di fare attenzione durante il tragitto e non allontanarsi dalla strada. Nel bosco, però, la bambina incontra un lupo, che con l'inganno le si avvicina, si fa rivelare dove abita la nonna e la invita a raccogliere fiori, per farle perdere tempo. Il lupo quindi arriva prima di lei alla casetta, bussa alla porta, si presenta alla nonna come la nipotina in modo che l'anziana signora gli apra la porta e se la mangia in un sol boccone.
Cappuccetto Rosso arriva più tardi alla casetta, e una volta entrata, trova il lupo nel letto travestito come la nonna. Notando però che la nonna ha un aspetto strano, le fa delle domande finché il lupo non si smaschera e divora anche lei in un sol boccone. Successivamente un cacciatore, amico della nonna di Cappuccetto Rosso, passa di là, si accorge di quello che è accaduto, si precipita nella casa e apre la pancia del lupo addormentato, dalla quale fuoriescono immediatamente la nonna e Cappuccetto Rosso sane e salve; i tre riempiono poi la pancia del lupo di pietre. Una volta svegliatosi, il lupo si sente appesantito, così decide di fare una passeggiata per digerire, ma dopo aver fatto appena pochi passi, cade a terra affannato e muore. La nonna, il cacciatore e Cappuccetto Rosso festeggiano e la piccola può tornare a casa senza ulteriori preoccupazioni, ripromettendosi di non commettere più l’imprudenza di allontanarsi nel bosco, e anche l'uomo si allontana portando il corpo del lupo con sé per farne delle pellicce.
Tempo dopo Cappuccetto Rosso torna di nuovo a far visita alla nonna e lungo la strada incontra un altro lupo, che cerca di ingannarla come ha fatto il precedente, ma Cappuccetto Rosso, memore dell'esperienza vissuta, gli dà indicazioni sbagliate e, arrivata a casa della nonna, la avvisa del pericolo. L'anziana quindi chiude la porta per evitare altre disgrazie. Quando il lupo arriva a casa della nonna, dal momento che non riesce ad entrare dalla porta, tenta di passare dal camino, nel quale però la nonna mette a bollire un pentolone d'acqua: il lupo ci finisce dentro e muore.

## Origini e varianti

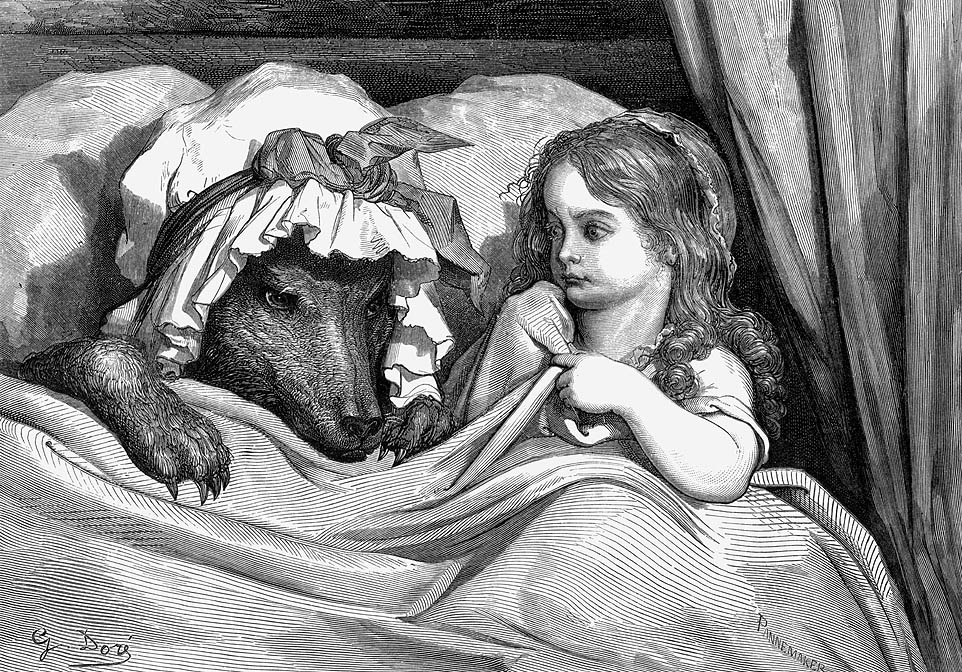
Cappuccetto Rosso e il lupo travestito da nonna in un'illustrazione di Gustave Doré.

Cappuccetto Rosso, nelle sue varianti, può essere messa in relazione con altre fiabe e miti analoghi. I temi principali della fiaba, che rimandano all'antropofagia e alla pedofilia, possono essere riscontrate in un'antica fiaba Taiwanese dal titolo traducibile come Zia Tigre; anche in questo caso un animale feroce prende il posto di un parente con l'intento di mangiare dei bambini, ma si tratta in realtà di uno spirito maligno che ha assunto le sembianze di una tigre; inoltre la bambina protagonista riesce a sfuggire al nemico senza aiuti esterni, contando solo sulla propria astuzia. La fiaba è stata trascritta per la prima volta nel XIII secolo, ma gli studiosi la ritengono una rielaborazione di leggende già in circolo nel I secolo a.C..
L'ambientazione del bosco vista come fonte di pericoli e di smarrimento, di origine molto antica, è riscontrabile in fiabe come Hänsel e Gretel e Pollicino; il tema delle vittime ingoiate intere da un animale ed estratte vive dal suo ventre rielabora thopoi riscontrabili già nel Libro di Giona, riprese poi nella Storia Vera di Luciano di Samosata, nel poemetto medievale Within Piscator e nei canti espunti dall'Orlando Furioso; lo stesso tema si trova quasi identico nella fiaba russa Pierino e il lupo, oppure in Il lupo e i sette capretti. Un concetto analogo è riproposto in Pinocchio, dove il burattino di legno trova il padre Geppetto nella pancia del Pesce-cane.
La storia di Cappuccetto Rosso nella sua forma più conosciuta è presente nella tradizione orale di diverse regioni europee. Si sa che la fiaba era narrata già nel XIV secolo in Francia.

### La versione di Charles Perrault
La versione scritta più antica della fiaba è Le Petit Chaperon Rouge, apparsa nella raccolta di fiabe I racconti di Mamma l'Oca di Charles Perrault nel 1697.
La versione di Perrault è molto più breve di quella successiva dei Grimm e non contiene un lieto fine: non è infatti presente la figura del cacciatore che salva nonna e nipote. Vi sono inoltre espliciti riferimenti sessuali: una volta giunta al cospetto del lupo travestito da nonna, Cappuccetto viene indotta da lui a togliersi i vestiti e giacere nel letto insieme a lui. Perrault conclude la narrazione con una spiegazione esplicita della morale:
(Le Petit Chaperon Rouge, Charles Perrault, 1697)
La versione di Perrault della fiaba, incluse le conclusioni morali, fu tradotta in italiano da Collodi nel 1875 e inclusa nella sua raccolta di fiabe I racconti delle fate. Voltati in italiano, Firenze, Paggi, 1875. Questa traduzione è riportata fedelmente da Wikisource italiana.

### La versione dei Fratelli Grimm
Nel XIX secolo due versioni tedesche della fiaba furono raccontate ai fratelli Grimm da Jeanette Hassenpflug (1791–1860) e Marie Hassenpflug (1788–1856). I Grimm trasformarono una delle due versioni nella storia principale, la seconda in un seguito. La prima, col titolo Rotkäppchen, fu inclusa nella prima edizione della loro raccolta Kinder- und Hausmärchen (1812). Dalla prima edizione è registrata come fiaba numero 26. In questa versione, la bambina e sua nonna venivano salvate da un cacciatore interessato alla pelle del lupo. Nella seconda storia, Cappuccetto Rosso incontra un secondo lupo che tenta di ingannarla con lo stesso stratagemma del precedente, ma, grazie all'esperienza acquisita con il primo lupo, lo inganna a sua volta, dandogli indicazioni sbagliate per raggiungere la casa della nonna; la bambina rimane invece sulla strada maestra e arriva dalla nonna, barricandosi con lei in casa. Quando il lupo sopraggiunge, tenta di penetrare in casa dalla canna fumaria, ma la nonna mette nel camino un pentolone d'acqua bollente e il lupo vi cade dentro, annegando, in una maniera analoga a ciò che accade al lupo de I tre porcellini.
I Grimm continuarono a rivedere la storia nelle edizioni successive; quella meglio nota è la revisione finale, del 1857, con il taglialegna che sostituisce il cacciatore.

### La versione di Italo Calvino
La finta nonna è il titolo di un'antica versione italiana della fiaba trascritta fra gli altri da Italo Calvino nella raccolta Fiabe italiane [La finta nonna, N. 116 (Abruzzo), pp. 653–655 (ed. de I Meridiani)]. In questa versione la bambina va a trovare la nonna ma al suo posto nel letto trova un'orchessa. La bimba si accorge che non si tratta di sua nonna, e con l'astuzia riesce a far uscire dalla casa l'orchessa e a farla cadere nel fiume. In un’altra un lupo obbliga tre sorelle a dargli il cibo che le tre, a turno portavano alla madre ammalata, la terza furbamente impasta una torta con dei chiodi e il lupo, mangiatala, promette di vendicarsi: va a casa della madre, la divora viva, inscena la stessa commedia del lupo di Cappuccetto Rosso con la figlia, e appena divorata lei viene ucciso dai vicini di casa, che salvano madre e figlia.

## Analisi e interpretazioni

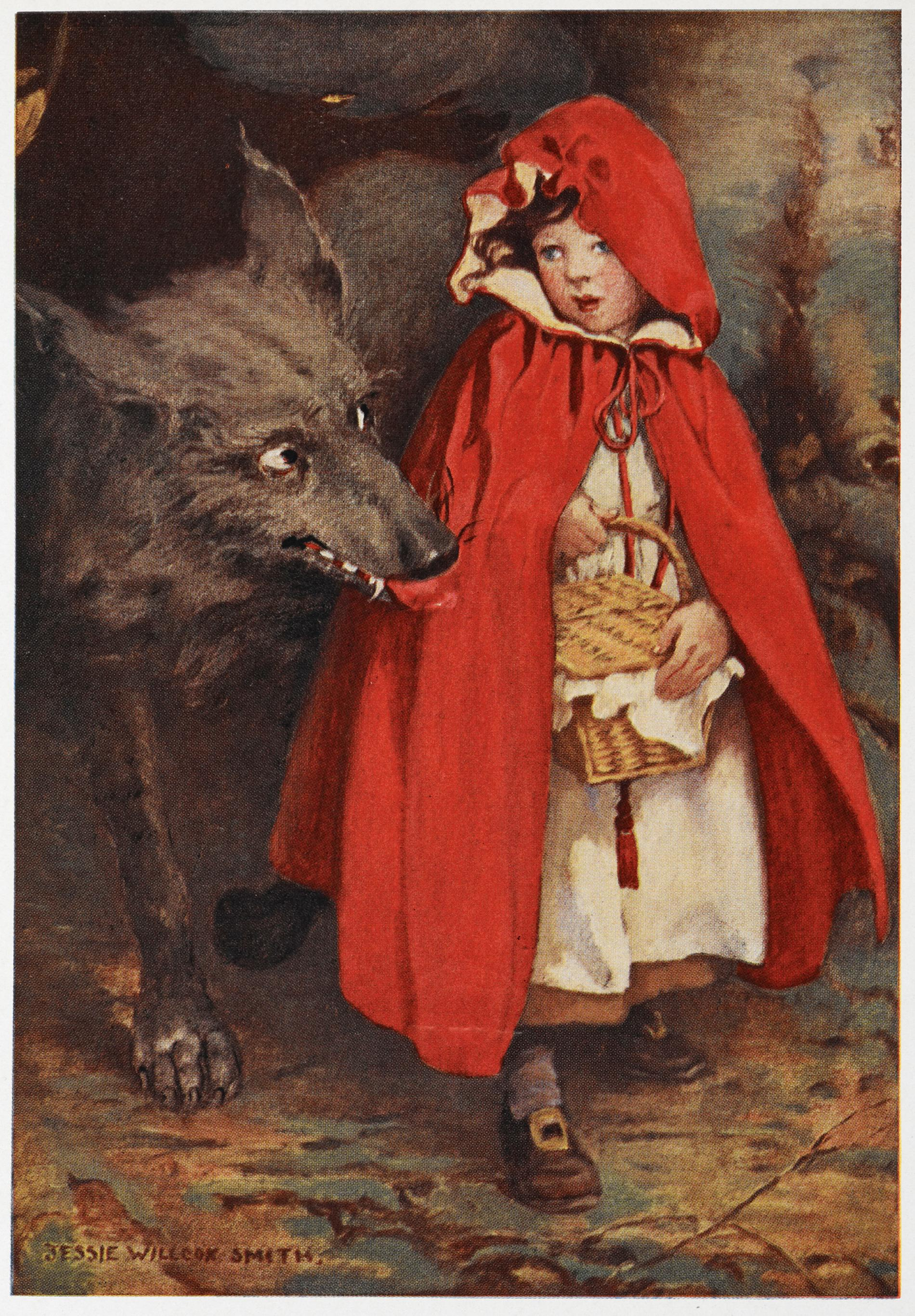
Cappuccetto Rosso e il lupo in un'illustrazione di J. W. Smith

Nel tempo si sono susseguite analisi e interpretazioni presenti nel sottotesto della storia. Erich Fromm e successivamente Bruno Bettelheim hanno evidenziato come la fiaba si presti a un'interpretazione freudiana. Se è evidente la presenza di contenuti sessuali nella storia (si veda il passo di Perrault citato sopra), le interpretazioni discordano sostanzialmente solo su quello che potrebbe essere inteso come significato principale (ovviamente, è soprattutto verosimile che numerosi significati si siano sommati durante l'evoluzione storica della fiaba). La maggior parte delle proposte enfatizza uno dei seguenti temi:
- La prostituzione. La fiaba potrebbe essere intesa come un'esortazione a non esercitare il "mestiere". Quella della "giovane donna nel bosco" è uno stereotipo che in molte tradizioni viene metaforicamente associato alla prostituzione; nella Francia del XVII secolo, tra l'altro, la "mantellina rossa" era un segnale esplicito in questo senso.[8]
- La maturità sessuale. In questa interpretazione, la mantella rossa rappresenta le mestruazioni e l'ingresso nella pubertà, che conduce la bambina nella "profonda e oscura foresta" della femminilità; il lupo rappresenta, quindi, l'uomo visto come predatore sessuale da cui guardarsi.[9]
- L'antropofagia. Altre interpretazioni si focalizzano sull'elemento antropofago: la fiaba ha origine nel contesto di un'Europa periodicamente flagellata da terribili carestie durante le quali si segnalarono diversi casi di cannibalismo (siano d'esempio il caso della carestia francese del X secolo e della Grande carestia del 1315-1317). Il fatto che nelle versioni più antiche della fiaba la figura antropofaga fosse interpretata da un'orchessa, un elemento mostruoso ma antropomorfo e di sesso femminile, anziché da un lupo (un animale di sesso maschile, la cui antropofagia, pur connotata negativamente, rientra nell'ordine naturale delle cose) danno supporto a queste interpretazioni e al fatto che la fiaba, nella sua forma orale, si sia evoluta nel corso del tempo, per andare a rispondere a diverse esigenze formative.[10]

## Nella cultura di massa

### Opera
- Cappuccetto Rosso, opera lirica per bambini in due atti di Cezar' Antonovič Kjui, libretto di Marina Stanislavovna Polʹ, basata sulla fiaba di Perrault.

### Cinema
- Le petit chaperon rouge (1901), regia di Georges Méliès, con Rachel Gillet.
- Little Red Riding Hood (1911), prodotto dalla Essanay, con Eva Prout.
- Little Red Riding Hood (1911), regia di James Kirkwood e George Loane Tucker, con Mary Pickford.
- When Lillian Was Little Red Riding Hood (1913), regia di Colin Campbell, con Baby Lillian Wade.
- Le petit chaperon rouge (1917), regia di Maurice Poggi, con Fabien Haziza.
- Little Red Riding Hood (1918), regia di Otis Thayer, con Mary Burton.
- Cappuccetto Rosso (1922), il primo lavoro di Walt Disney.
- Little Red Riding Hood (1922), regia di Alfred J. Goulding e Al Herman, con Baby Peggy.
- Le petit chaperon rouge (1930), regia di Alberto Cavalcanti, con Catherine Hessling.
- Dizzy Red Riding Hood (1931), film d'animazione diretto da Dave Fleischer, con protagonista Betty Boop.
- Cappuccetto Rosso (The Big Bad Wolf) (1934), film d'animazione della serie Sinfonie allegre.
- Little Red Walking Hood (1937), film d'animazione della serie Merrie Melodies.
- Red Hot Riding Hood (1943), film d'animazione diretto da Tex Avery.
- Il coniglietto rosso (1944), film d'animazione dei Looney Tunes.
- Cappuccetto rosso (1955), film d'animazione dei Looney Tunes.
- Petja i Krasnaja Šapočka (1958), film d'animazione sovietico in cui un giovane pioniere si adopera per salvare dal lupo nonna e nipote.
- Cappuccetto Rosso (La Caperucita Roja) (1960), film messicano di Roberto Rodríguez con Marìa Gracia nel ruolo della protagonista.
- Di Cappuccetto Rosso (Про Красную Шапочку) (1977), film musicale sovietico di Leonid Neciaev con Yana Poplavskaya.
- Cappuccetto rosso (Akazukin-chan) (1983) cortometraggio della serie Le più famose favole del mondo (Sekai meisaku dōwa manga shirīzu) della Toei Animation.
- In compagnia dei lupi (The Company of Wolves) (1984), film di Neil Jordan tratto dai racconti neri ispirati alla fiaba raccolti nell'antologia La camera di sangue di Angela Carter.
- Cappuccetto Rosso (Red Riding Hood) (1987), film di Adam Brooks con Isabella Rossellini, Craig T. Nelson e Amelia Shankley.
- My Melody in Cappuccetto Rosso (My Melody no Akazukin) (1989), film anime di Hidemi Kubo.
- Cappuccetto rosso (Little Red Riding Hood) (1995), mediometraggio direct-to-video di Toshiyuki Hiruma.
- Cappuccetto Rosso (La Véritable Histoire du Petit Chaperon rouge) (2002), film d'animazione di Jean Pierre D'Armon e René Huchez.
- Red Riding Hood (Red Riding Hood) (2003), film horror italiano di Giacomo Cimini con Roberto Purvis, Justine Powell e Kathleen Archebald.
- Cappuccetto Rosso (Red Riding Hood) (2006), film di Randal Kleiser con Morgan Thompson, Henry Cavill e Lainie Kazan.
- Cappuccetto Rosso e gli insoliti sospetti (2006), parodia più recente della fiaba, in cui la trama ruota intorno a dei furti avvenuti nel bosco, e in cui i personaggi (cappuccetto rosso e nonna comprese) sono (riprendendo il classico I soliti sospetti) tutti sospettati dei crimini.
- Cappuccetto rosso sangue (Red Riding Hood) (2011), film di Catherine Hardwicke con Amanda Seyfried, Gary Oldman e Billy Burke.
- Into the Woods (2014), film di Rob Marshall con Meryl Streep e Johnny Depp, dove la bambina è interpretata dalla giovane Lilla Crawford.
- Avengers Grimm (2015), film diretto da Jeremy M. Inman.

### Televisione
- Nella serie televisiva statunitense Nel regno delle fiabe (Shelley Duvall's Faerie Tale Theatre) (1983), episodio di Graeme Clifford con Mary Steenburgen e Malcolm McDowell.
- Happily Ever After: Fairy Tales for Every Child (1995-2000) serie animata della HBO.
- Eppur si muove (2005)
- Nella serie televisiva tedesca Le più belle fiabe dei fratelli Grimm (Acht auf einen Streich) (2012), episodio di Sibylle Tafel con Amona Aßmann, Zora Thiessen e Edgar Selge.
- Nella serie televisiva statunitense C'era una volta (Once Upon a Time) (2011-2018), il personaggio Cappuccetto Rosso, interpretato da Meghan Ory, si rivela essere un lupo mannaro. È la sua mantella rossa ad impedirne la trasformazione. È quindi lei stessa il lupo cattivo.
- Ever After High (2013)
- Regal Academy (2016)
- Cappuccetto rosso, episodio 2 della serie anime The Grimm Variations (2024).

### Videogiochi
- The Path, videogioco horror del 2006 sviluppato da Tale of Tales, ispirato a diverse versioni della favola.

### Letteratura
- Nei fumetti Marvel, il malvagio lupo Fenrir attacca la dea Idunn per rubarle le mele dell'immortalità, che la dea stava portando a Odino. Tale avvenimento avrebbe in seguito ispirato la celebre fiaba.
- Nel 1962, all'interno di Favole al telefono, Gianni Rodari pubblica A sbagliare le storie, una versione parodistica della fiaba dei Grimm: Cappuccetto Rosso è raccontata da un nonno svogliato e distratto che sbaglia tutta la storia e viene corretto dalla nipotina.
- Nel 1981 Bruno Munari scrive e illustra (con la collaborazione di Enrica Agostinelli) Cappuccetto rosso, verde, giallo, blu e bianco, dal quale verrà tratto lo spettacolo Cappuccetto Bianco della compagnia di teatro ragazzi Teatro del Buratto.
- L'antologia Gioventù cannibale contiene il racconto Cappuccetto splatter, una versione pulp della fiaba, scritta da Daniele Luttazzi.
- Nel 2012 Roberto Innocenti pubblica una riscrittura illustrata della storia di Cappuccetto Rosso con il titolo Cappuccetto Rosso, una fiaba moderna. L'albo illustrato riprende in parte la fiaba classica e i suoi protagonisti, trasponendola in età contemporanea e con diversi elementi innovativi e divergenti.[11]
- Nel 2024 R. Gabrjel Perròlt pubblica  Ombre di Luna: La leggenda oscura di Cappuccetto Rosso , una rivisitazione in chiave dark-fantasy della fiaba.[12]

### Gioco di carte e da tavolo
- Cappuccetto Rosso, compare anche nel gioco di carte collezionabili "Force of Will", come un'antica eroina del piano dimensionale di "Terra".
- Cappuccetto Rosso, compare anche nel gioco da tavolo "Dark Tales - Cappuccetto Rosso", terza espansione del gioco da tavolo Dark Tales della dV Giochi.

### Sculture
- Nel centro di Monaco di Baviera si trova la scultura/fontana di Cappuccetto Rosso

## Filatelia
A Cappuccetto Rosso, il 7 dicembre 1975, è stato dedicato un francobollo policromo e dentellato, emesso dalla Repubblica Italiana dal valore nominale di L. 100, compreso nella serie della XVII Giornata del Francobollo.
Nel 2004, la sua immagine è stata riprodotta nel francobollo, policromo e dentellato, dal valore nominale di 0,60 €, emessa dalla Repubblica di San Marino, il 20 agosto dello stesso anno, dedicata alle "Favole". Alla stessa serie appartengono anche francobolli che ritraggono le immagini di Hänsel e Gretel, Pinocchio e Il gatto con gli stivali.